# Łysa Hora (obwód mikołajowski)
Łysa Hora (ukr. Лиса Гора) – wieś na Ukrainie, w obwodzie mikołajowskim, w rejonie perwomajskim, w hromadzie Myhija. W 2001 liczyła 4502 mieszkańców, spośród których 4200 wskazało jako ojczysty język ukraiński, 162 rosyjski, 110 mołdawski, 1 węgierski, 8 bułgarski, 4 białoruski, 4 ormiański, a 13 inny.